# Песочные люди
«Песочные люди» — российская рэп-группа из Ростова-на-Дону, образованная в 1998 году. Группа входит в состав хип-хоп-объединения «Объединённая Каста». Изначально в её состав входили «Псих» (он же «Сайк») и «Джин», а в 1999 году к ним присоединился третий участник — «Дас» (он же «Митяй»). В 2004 году «Митяй» и «Джин» покинули группу, им на смену пришёл новый участник — «Жара». В 2012 году группа распалась после того, как её покинул «Жара».
«Песочные люди» известны слушателям хип-хопа в первую очередь по присутствию на альбомах группы «Каста» («Трёхмерные рифмы», «Что нам делать в Греции», «Феникс»). Группа выпустила два альбома: «Сухое горючее» (2009) и «Колесо — оба зрения» (2011). Визитной карточкой группы стал трек «Боль моя». Среди других хитов «Queens-Ростов» (при участии Fredro Starr из группы Onyx), «Выше к небу» (при участии Влади) и «Весь этот мир» (при участии Басты). Видеоклип на песню «Выше к небу» попал в ротацию телеканалов «MTV Россия» и «МУЗ-ТВ».
Группа выделяется среди остальных сочетанием философской, эстетской лирики и жёсткого уличного напора. Старое творчество «Песочных людей» кардинально отличалось от их звучания на собственных студийных альбомах. В те времена вокруг группы сформировался настоящий культ благодаря треку группы Каста «Нашим пацанам посвящается» о тюремном заключении участников «Песочных»: «Психа» и «Джина». В 2005 году журнал «Огонёк» в статье о российских рэперах, написал, что в своих текстах «Сайк» из группы «Песочные люди» сообщает о своём прошлом в местах лишения свободы.
В 2008 году газета «КоммерсантЪ» назвала лидера группы, Егора «Психа» Бурлова, «одним из лучших текстовиков среди российских рэперов». Андрей Никитин, главный редактор сайта Rap.ru, провозгласил альбом «Сухое горючее» лучшим релизом сезона. Журнал Rolling Stone Russia отметил, что «„Сухое горючее“ реально даёт прикурить». В 2009 году группа «Песочные люди» была номинирована в хип-хоп-номинации «URBANA» первой национальной премии за достижения в области альтернативной музыки RAMP (Rock Alternative Music Prize) телеканала A-One. В 2011 году музыкальный обозреватель газеты «КоммерсантЪ», Борис Барабанов, написал, что «при правильной организации досуга „Песочных людей“ можно слушать долго и с удовольствием». Альбом «Колесо — оба зрения» был назван сайтом Rap.ru одним из лучших альбомов 2011 года в русском рэпе.

## История
Группа образовалась в 1998 году в городе Ростов-на-Дону. После проживания в Восточной Украине Егор «Псих (он же Сайк)» Бурлов возвращается в Ростов, где на пороге техникума знакомится с «Джином». В 1997 году на одной ростовской вечеринке «Хип-хоп на Дону» на пароходе, где выступала группа Психолирик, будущая Каста, Роман «Белый Будда» Илюгин знакомит «Психа» и «Джина» с Влади, который сразу предлагает им попробовать записаться на студии. Так появляется «Сказка о песочных часах» — первый трек «Песочных людей». В начале 1999 года была записана вторая песня — «Время». Позже оба трека вошли в альбом «Объединённой Касты» — «Трёхмерные рифмы». После записи этих песен в группу вошёл третий участник — Дас (он же Митяй).
В марте 2000 года Псих и Джин попадают в тюрьму за разбой (избиение племянника генерального прокурора) (ст.162 ч.2 УК РФ). Согласно окончательному приговору они получили три года и шесть месяцев строгого режима с конфискацией. «Объединённая Каста» посвящает им свой альбом «В полном действии» (2000), а Шым и Влади — трек «Фристайл (Июнь 2000)». Окончательная версия данного трека с новым инструменталом и куплетом Хамиля была представлена на дебютном альбоме Касты «Громче воды, выше травы» под названием «Нашим пацанам посвящается».
В сентябре 2002 года «Песочные» освобождаются и сразу же принимают участие в записи песни «Слово за слово» для сольного альбома Влади, «Что нам делать в Греции», и возобновляют гастрольную деятельность. В 2004 году «Песочные люди» участвуют в записи песен «Черви ненависти» и «Радость битвы» для альбома Хамиля «Феникс». На песню «Черви ненависти» было снято малобюджетное видео, во время съёмок которого Псих устраивает драку.
В 2004 году Дас и Джин уходят из группы, им на смену пришёл Артём «Жара» Кечиев. С Жарой, вторым участником будущего состава «Песочных людей», Псих познакомился после освобождения в конце 2002 года. Он работал в ростовском магазине хип-хоп-одежды «Точка» у Шымона. Псих прослушал Жару и предложил ему записаться совместно. Первый трек, который они записали вместе, назывался «Шут», но он не вошёл ни в один альбом.
В 2006 году в гостинице «Ростов» Псих познакомился с Фредро Старром из группы Onyx после его первого концерта в Ростове 24 ноября 2006 года. В следующий раз Фредро прилетел в Ростов 4 августа 2007 года в рамках концерта ко дню железнодорожников, где он выступил и остался в городе на три дня. Во время общения «Песочных людей» (теперь уже в полном составе), Fredro и БТР на «кухонной» вечеринке у Жары дома родилась идея записи совместного трека. Фредро послушал биты, выбрал понравившийся и после этого сразу поехали на студию Собино, где он за 15 минут написал свой куплет. Жара подчёркивает, что запись совместного трека «Queens — Ростов» не была заранее оговорена через Интернет и уж тем более оплачена. Отметим также, что на студии во время записи трека присутствовали Влади и Хамиль из группы Каста.
7 мая 2009 года группа «Песочные люди» выпустила дебютный альбом «Сухое горючее» на лейбле Respect Production. 7 мая альбом стал доступен в интернет-магазине MUZ.RU, а 12 мая — вышел на компакт-дисках. В альбом вошло 16 композиций, в записи которых приняли участие Тато, Скато, Fredro Starr из группы Onyx, Николай «БТР» Костин, Смоки Мо, Шама, Рем Дигга, G.R.U., Джин и Копейка. Дизайн альбома, как и логотип группы, создал 5nak. Презентация альбома прошла в московском клубе «Икра» 28 июня 2009 года. В поддержку выхода альбома группа даёт интервью в программе «Хип-хоп мастер» на радио «Юность FM», ведущим которой был Master Spensor. 17 июня 2009 года группа дала интервью на радиопередаче «Hip-Hop TV» на Next FM.
В 2009 году участники группы сняли четыре видеоклипа на песни «ProРэп», «Боль моя» и «Queens — Ростов», а клип на песню «Кто сказал» (при участии Смоки Мо) до сих пор так и не вышел. «Queens — Ростов» был снят на концерте группы Onyx в клуб «Discoteque» в Москве 29 ноября 2009 года: во время концерта «Песочные люди» вышли на сцену и исполнили свой трек вживую, именно это исполнение и стало основой для будущего видео. В 2010 году был снят видеоклип на песню «Оставь-остынь» (при участии Скато). В 2011 году на песню «Что есть «Стоп»?» (при участии Роэмди («Суисайд»)) был сделан пластилиновый арт-ролик.
В 2010 году группа выпускает сборник ремиксов на треки с альбома «Сухое горючее», под названием «Горючая смесь». Их треки переосмыслили как известные битмейкеры (Кит, Capella, Прометей, Don Drew, Бродяга, Ignat Beatz, Roc Dog, Эйч Музыка), так и два новых музыканта — S-Beats и I-Tone. 4 февраля 2010 года группа открывает колонку «Песочный Ящик» на Rap.ru, в рамках которой публикуют видео. Также продолжается съёмка клипов на треки с дебютного альбома, 9 апреля проходит интернет-премьера видео «Оставь-Остынь» режиссёра Рустама Романова.
25 июля 2011 года группа «Песочные люди» выпустила второй студийный альбом «Колесо — оба зрения» на лейбле Respect Production. В альбом вошло 16 композиций, в записи которых приняли участие представители почти всей «Объединённой касты», в частности, Баста, Влади, Хамиль, Змей, Маринесса, Искра, Рем Дигга, Панама, Грани и Фетис. В интерлюдиях между треками — цитаты из «Песочного человека» Рэя Бредбери. «Песочные люди» были вторыми из отечественных рэперов, кто использовал в альбоме стилистику радиотеатра (первым был Хамиль с альбомом «Феникс»). Им удалось создать завораживающее и тревожное ощущение детской сказки с виниловой пластинки. Прозаические цитаты помогли музыкантам точнее описать мир их «Колеса» — жестокий, беспросветный, враждебный, неустойчивый. Обложку для альбома, как и для первого альбома, создал дизайнер 5nak. Группа рассказала сайту Respect Production о том, как писала новый альбом. Презентация нового альбома состоялась в Санкт-Петербурге в клубе «Главclub» 16 сентября и в Москве в клубе «Hleb» 18 сентября.
Было выпущено два видеоклипа на треки с альбома. Видеоклип на песню «Весь этот мир» был назван сайтом Rap.ru одним из главных клипов русского рэпа 2011 года, а клип на песню «Выше к небу» — заслуживающим упоминания.
В 2012 году группа выступила на фестивале «Старый новый рок» в Екатеринбурге, хедлайнером которого была немецкая группа Fools Garden, а также на фестивале Russian Urban Music Awards. 9 декабря 2012 года группа сняла видеоклип на песню «Queens — Ростов» вместе с Фредро Старром и выступила на концерте Onyx в Ростове-на-Дону в клубе «ТЕСЛА».
В 2012 году в июньском интервью Блогу Ростова рэпер Жара обратил внимание, что рассматривать участников группы сейчас следует как отдельных артистов.
Второй альбом писался достаточно сложно. Проходят годы, и мы понимаем, что наши точки зрения очень сильно разнятся. Были моменты, когда я не хотел писать второй альбом, потому что понимал, что ничего не получится, но мы старались решить конфликты и искали общий язык. Был период, когда мы с Егором очень сильно собачились. Мы обсудили это и решили, что ради сохранения дружеских отношений нам надо приостановить совместную творческую деятельность. Мы уже ничего не создадим вместе с такими раскладами, но ещё и разругаемся напрочь. Мы решили пока оставить творческий союз и каждый пойти в сольное творчество. Но мы решили не заявлять о распаде группы, потому что это не так. Есть проект «Песочные люди», который существовал и существует. Каждый из нас самостоятельный артист, но если возникнет желание написать новый альбом, то мы его напишем. Пока таких планов нет, мы занимаемся своими делами. Сейчас нас следует рассматривать как отдельных артистов.
В конце декабря 2011 года Жара и Змей выпускают совместный релиз «ЖаЗ Дуэт EP». В 2012 году Жара принял участие в специальном проекте Lenta.ru «Re:Аквариум», посвященном юбилею группы «Аквариум». Он записал кавер-версию песни «Рок-н-ролл мёртв». В 2012 Жара и Змей написали саундтрек к сериалу «Супер Олег», показ которого начался на канале 2х2 в ноябре. 31 декабря состоялась интернет-премьера клипа «Супер Олег». В 2014 году бывший участник группы, Жара, выпустил дебютный альбом «Жара» на лейбле Respect Production. Работу над сольником Жара начал в 2012 году, а год спустя объявил об уходе из «Песочных людей». Музыку ко всем песням написал битмейкер SoundBro. В записи альбома приняли участие Ёлка, L’One, «Баста», «Чаян Фамали» и другие. В день выхода диск занял первое место по цифровым продажам альбомов в российском iTunes Store. В течение 2014 года вышли видеоклипы на песни «Вера в нас» и «Новый мир». Песня «Вера в нас» (при участии Басты) заняла 39 место в списке «50 лучших песен 2014 года» по версии сайта The Flow. Летом 2015 года Жара выпустил мрачный, электронный релиз «Critical» вместе с EDM-продюсером из Ростова, Very Important Punk (Lazer), и видеоклип к нему — «Вода». В 2016 году Жара выпустил мини-альбом «Чёрный человек», на котором он вернулся к более классическому рэп-звучанию. В 2019 году Жара выпустил второй студийный альбом «Love» на лейбле Respect Production. Альбом Love занял 28 место в списке «50 лучших русских альбомов 2019 года» по версии интернет-издания Ридус. 28 января 2020 года Артём Жара выпустил музыкальное видео на песню «Убить дракона» со своего последнего альбома.
В 2015 году Псих от имени группы выпустил видеоклип на песню «Под Ворошиловским мостом». В 2016 году Псих открыл в Ростове-на-Дону прачечную самообслуживания «Чистилище». 16 сентября 2016 года «Песочные люди» выступили на концерте группы Onyx в Ростове-на-Дону в клубе Мёд. 12 июля 2017 года официальный видео-канал FIFA в YouTube в рамках проекта Russia 2018 Magazine выпустил видеоролик о ростовском хип-хопе. Главными героями четырёхминутного фильма стали участники группы «Песочные люди», Егор «Псих» Бурлов и Артём «Жара» Кечиев. Они рассказали съёмочной группе FIFA о том, как зарождалась и развивалась «чёрная» музыка в Ростове. В 2018 году Егор «Псих» Бурлов вместе с Панамой, участником группы «БледнолицЫе НИГГА'дяи», дал интервью сетевому изданию «RostovGazeta», в котором рассказал историю ростовского рэпа. В 2019 году Егор Псих дал интервью для ростовского журнала «Нация», в котором рассказал о прошлом Василия Вакуленко, более известного как Басты. В декабре 2020 года группа «Песочные люди» дала интервью для видеоблога Inside Show, где рассказала об очередном воссоединении.

## Участники
- Псих (он же Сайк) (Егор «Псих» Бурлов) (1998—2012, 2015—2017, 2020—настоящее время)

Родился 12 июня 1980 года в Ростове-на-Дону, в СССР. Воспитывает двух дочерей. Подкову носит как талисман на счастье. Егор Псих — поэт-современник, основатель группы «Песочные люди», ранее входящей в число участников Объединённой Касты, резидент и идеолог свободного творческого объединения «Песочница», владелец ростовской прачечной «Чистилище» (Министерство Прачечных Культур). Со временем Егор начал отходить от формата уличного рэпера, начал вносить свой вклад в развитие современной поэзии, успешно реализуя целый ряд театрализованных моноспектаклей: «Кубик Рубика» (2008), «Кусок Жизни» (2012), «Посетило» (2015) и «Солнышко! Доброе Утро!» (2016). Ежегодно с 2010 года Псих устраивает в Ростове флешмобы в «День Дурака» 1 апреля.
- Джин (1998—2004)

Прекратил заниматься рэпом. Нашёл себя в религии. Вместе с женой Татьяной, свадьба с которой состоялась 18 июля 2003 года, а знакомство — на одной из Hip-Hop Party периода 1999—2001, воспитывает ребёнка.
- Дас (он же Митяй) (1999—2004)

Прекратил заниматься рэпом. До «Песочных людей» участвовал в группе 2XL (вместе с Влади). Дас отметился на «Трёхмерных Рифмах» Касты сольным треком «Вирус», а также куплетами на сольном альбоме Хамиля «Феникс» (треки «Черви Ненависти» и «Радость Битвы»). По словам Психа, последним записанным материалом Даса является совместный с Крёстной Семьёй саундтрек к фильму «Сволочи».
- Жара (Артём «Жара» Кечиев) (2004—2012, 2016—2017, 2020)

Родился 3 января 1984 года в Кисловодске, СССР. В 2009 году Жара участвовал на шоу «Битва за Респект 2» на телеканале МУЗ-ТВ. В отборочном раунде прошёл представителя объединения Def Joint и участника группы Gunmakaz Big D — шесть из девяти судей отдали предпочтение Жаре. В четвертьфинале уступил Лиону — харьковский рэпер выиграл с перевесом в один голос.
Татуировки: на одной руке акула — как говорит Жара, «эта акула значила для меня определённую цель, к которой я шёл, ну и иду, наверное»; на другой руке — надпись, значение которой держит в тайне.

## Дискография

### Студийные альбомы
- Сухое горючее (2009)
- Колесо — оба зрения (2011)
- Пятилетка (2025)

### Компиляции
- Горючая смесь (2010)

### Студийные альбомы Жары
- Жаз Дуэт (EP) (2011) (в составе дуэта Жара и Змей)
- Жара (2014)
- ‘’Critical’’ x Very Important Punk (2015) EP
- Чёрный человек (EP) (2016)
- Love (2019)

## Фильмография

### Документальные фильмы
- 2019 — Документальный фильм BEEF: Русский хип-хоп

### Видеоклипы
- «Черви ненависти» (при участии Хамиля) (2004)[60]
- «ProРэп» (апрель 2009 года)[61]
- «Боль моя» (декабрь 2009 года)[62]
- «Кто сказал» (при участии Смоки Мо) (2009) (неизданное видео)
- «Queens–Ростов» (при участии Fredro Starr из группы Onyx) (2010) (концертное видео)[63]
- «Оставь-остынь» (при участии Скато) (2010)[64]
- «Что есть «Стоп»?» (при участии Роэмди («Суисайд»)) (2011)[65]
- «Выше к небу» (при участии Влади) (2011)[66]
- «Весь этот мир» (при участии Баста) (2011)[67]
- «Queens–Ростов» (при участии Fredro Starr из группы Onyx) (2012) (неизданное видео)
- «Под Ворошиловским мостом» (при участии Маринесса) (2015)[68]